# Von Hohenhausen
von Hohenhausen är en adlig ätt ursprungligen från Pommern och känd sedan 1300-talet.
En gren med riksfriherrlig värdighet fortlever i Tyskland. En tysk adlig gren invandrade på 1690-talet från Kurland till Finland och senare till Sverige, där den med Carl Johan von Hohenhausen (1755-1789) vann introduktion på riddarhuset. Hans son Carl Ludvig von Hohenhausen var svensk krigsminister och dennes bror Michael Silvius von Hohenhausen landshövding på Gotland. Ätten utgick på svärdssidan 1902.